# Claustrofobia
Claustrofobia – brazylijski zespół grający thrash metal i death metal. Został założony w 1994 roku w Leme, São Paulo.

## Muzycy
Obecny skład zespołu
- Daniel Bonfogo - gitara basowa, wokal wspierający
- Caio D'Angelo - perkusja
- Marcus D'Angelo - gitara, wokal prowadzący

Byli członkowie zespołu
- Ricardo - gitara basowa
- Ivan - perkusja
- Tueio - perkusja, wokal wspierający
- Marcelo - gitara
- Alexandre De Orio - gitara
- Douglas Prado - gitara

## Dyskografia
Albumy studyjne
- Claustrofobia (2000, Destroyer)
- Thrasher (2003, Destroyer)
- Fulminant (2005, Destroyer)
- I See Red (2009, Candlelight Records)
- Peste (2011, Sangre)
- Download Hartred (2016, PRC Music)

Dema
- Saint War (1995, wydanie własne)
- Manifestações (1996, wydanie własne)
- Curva (feat. Andreas Kisser) - Single (2016)